# Alexander Lloyd
Alexander Lloyd, noto come Alex Lloyd (Darlinghurst, 17 dicembre 1990), è un canottiere australiano.

## Biografia
Ai mondiali di Chungju 2013 ha conquistato l'argento nel 4 senza. Nella stessa specialità è salito sul podio anche ai mondiali di Amsterdam 2014 vincendo il bronzo.
Ha rappresentato l'Australia ai Giochi olimpici estivi di Rio de Janeiro 2016, classificandosi 6º nel due senza con Spencer Turrin.

## Palmarès
- Mondiali

Chungju 2013: argento nel 4 senza.
Amsterdam 2014: bronzo nel 4 senza.